# Rhaphidophora luchunensis
Rhaphidophora luchunensis är en kallaväxtart som beskrevs av Hen Li. Rhaphidophora luchunensis ingår i släktet Rhaphidophora och familjen kallaväxter. Inga underarter finns listade.